# Le Robot (film)
Pour plus de détails, voir Fiche technique et Distribution.
Le Robot (The Solid Tin Coyote) est un film américain d'animation Looney Tunes de 6 minutes et mettant en scène Bip Bip et Vil Coyote réalisé par Rudy Larriva en 1966.

## Fiche technique
- Réalisateurs : Rudy Larriva
- Producteur : David H. DePatie et Friz Freleng
- Compositeur : William Lava